# Маношин Микола Олексійович
Микола Олексійович Маношин (рос. Николай Алексеевич Маношин, 6 березня 1938, Москва — 10 лютого 2022) — радянський футболіст, півзахисник. Один із найсильніших півзахисників у радянському футболі рубежу 1950–60-х років. По завершенні ігрової кар'єри — футбольний тренер. Майстер спорту СРСР (1960), заслужений тренер РРФСР (1976).
Як гравець насамперед відомий виступами за клуби «Торпедо» (Москва) та ЦСКА (Москва), а також національну збірну СРСР.

## Клубна кар'єра
У дорослому футболі дебютував 1956 року виступами за команду клубу «Торпедо» (Москва), в якій провів шість сезонів, взявши участь у 92 матчах чемпіонату.
У 1963 році перейшов до клубу ЦСКА (Москва), за який відіграв 3 сезони. Більшість часу, проведеного у складі московського ЦСКА, був основним гравцем захисту команди. Мав чудову техніку роботи з м'ячем, дриблінгом, відрізнявся гарним баченням поля. Особливо успішно діяв у зв'язці з Валерієм Вороніним. Чотири рази включався до списку «33 найкращих футболістів сезону» (у 1960–62 за № 2 на своїй позиції, у 1964 — за № 3). Завершив кар'єру футболіста виступами за команду «ЦСКА» Москва у 1966 році.

## Виступи за збірну
17 серпня 1960 року дебютував в офіційних іграх у складі національної збірної СРСР в матчі проти НДР (1:0).
У складі збірної був учасником чемпіонату світу 1962 року у Чилі, але на полі не виходив, будучи дублером Ігоря Нетто; у відбірному турнірі до цього турніру провів 2 матчі.
Останній матч — 29 листопада 1961 року в матчі проти Уругваю (2:1). Протягом кар'єри у національній команді провів у формі головної команди країни 8 матчів.

## Кар'єра тренера
1970 року очолював тренерський штаб клубу СКА (Київ). Також працював помічником головного тренера в ЦСКА (Москва) у 1967-69, 1973, 1975, 1976 та 1981 роках. Головний тренер армійських команд у Сомалі (1977), Народно-Демократичній Республіці Ємен (1978-80) та Малі (1988-91). Начальник команди ЦСКА (Москва) у 1976 році. Працював у футбольній школі клубу ЦСКА (Москва) у 1974, 1975, 1977 та 1982-85 роках.

## Досягнення
- Чемпіон СРСР: 1960
- Володар Кубка СРСР: 1960
- У списках найкращих гравців сезону: № 2 (1960, 1961 та 1962)

## Особисте життя
Дружина Галина Дашевська (1941—2020) — радянська акторка.
Помер 10 лютого 2022 року